# Josef Fitzthum
Josef Fitzthum (Loimersdorf, 14 settembre 1896 – Wiener Neudorf, 10 gennaio 1945) è stato un generale austriaco, alto ufficiale delle Waffen-SS e rappresentante del Reichsführer-SS Heinrich Himmler in Albania durante la seconda guerra mondiale.

## Biografia
Nel 1916 si arruolò nell'Esercito austro-ungarico e venne dispiegato sul fronte italiano. Nel gennaio 1919 venne congedato dall'esercito austro-ungarico, e dal 1923 al 1933 lavorò come segretario alla scuola di arti applicate di Vienna. Entrò nel Partito nazista nel 1931 (tessera n° 363,169) e nel 1932 nelle SS (tessera n° 41,936). Nell'aprile 1932 entrò nella XI.SS-Standarte a Vienna, che comandò dal settembre 1932 ai successivi sei mesi. Dopo essere espatriato dall'Austria nel marzo 1936, fu promosso al grado di SS-Standartenführer (Colonnello). Nel maggio 1936 fu posto nella divisione SS Germania.
Dall'ottobre 1937 al marzo 1938 fu coinvolto in attività per conto del Sicherheitsdienst. In seguito all'Anschluss fu nominato vice-capo della polizia a Vienna dal 12 marzo 1938 al marzo 1940. Nel marzo 1938 fu coinvolto in diversi incontri di alto profilo e di pubbliche cerimonie con Heinrich Himmler, Kurt Daluege, Karl Wolff, Reinhard Heydrich ed Ernst Kaltenbrunner in cui vennero riviste le forze di polizia austriache a Vienna. Nel 1940 fu rimosso dalla sua posizione per via di accuse di corruzione. Nel 1940 fu trasferito alle Waffen-SS e nominato comandante di fanteria nelle SS-Totenkopfverbände. Tra la metà di aprile 1942 e il maggio 1943 fu nei Paesi Bassi come comandante per l'istituzione dell'Aufstellung von Freiwilligen-Verbänden der Waffen-SS (Associazione volontaria delle Waffen-SS).
Tra l'ottobre 1943 e il 1º gennaio 1945 fu nominato rappresentante speciale del Reichsführer-SS Heinrich Himmler come suo plenipotenziario in Albania. Come ex capo della polizia a Vienna il suo incarico primario fu quello di istituire una forza di polizia albanese. Ciò nonostante in breve tempo concepì l'idea di istituire delle legioni albanesi come fecero gli austriaci nella prima guerra mondiale ma all'interno delle Waffen-SS. Conseguentemente Fitzthum dall'aprile al giugno 1944 organizzò il reclutamento e l'addestramento della 21. Waffen-Gebirgs-Division der SS "Skanderbeg".